# Nous les amoureux
Nous les amoureux ("Noi, gli innamorati") è stata la canzone vincitrice dell'Eurovision Song Contest 1961, scritta da Jacques Datin e Maurice Vidalin e cantata, in francese, da Jean-Claude Pascal, in rappresentanza del Lussemburgo.
La canzone è stata eseguita per quattordicesima nella serata, dopo la Danimarca (con Dario Campeotto) e prima del Regno Unito (rappresentato dai The Allisons). Dopo la chiusura delle votazioni, ricevette 31 punti trionfando sui sedici partecipanti totali. Da questa vittoria il Lussemburgo avrebbe poi guadagnato posizioni migliori nelle altre edizioni.